# Chelín colonial angloamericano
El chelín colonial angloamericano o bien chelín colonial de la América británica o menos conocido como chelín de las Indias Occidentales Británicas era la unidad monetaria de acuñación intermitente desde 1652, durante la Mancomunidad de Inglaterra, Escocia e Irlanda de 1649 y que continuó con la Restauración monárquica de 1660 hasta 1690, luego desde 1722 hasta 1734, desde 1762 hasta 1790, desde 1810 hasta 1822, desde 1831 hasta 1869 y desde 1942 hasta 1944, por lo cual en las diversas etapas sin acuñarse podía seguir circulando en cada colonia hasta que comenzaran a escasear o que comenzaran a producir monedas propias o resellar extranjeras.
Surgió originalmente por la carencia de monedas de libra esterlina y extranjeras, por lo que se comenzó con la acuñación local en 1652, inicialmente para la colonia de la bahía de Massachusetts, de unas chapecas de plata con solo dos monogramas, para ser extensible al comercio intercolonial de Nueva Inglaterra y posteriormente por su alta aceptación terminó circulando en toda la América inglesa.
Con el éxito inicial de aquellas simples chapecas de plata, surgieron monedas más artísticas con el mismo año que incluían árboles como el sauce producidas desde 1652 hasta 1660 —año de la Restauración inglesa con el rey Carlos II— luego continuó el roble hasta 1667 y después el pino hasta 1684, conocidas en conjunto como «monedas del pino», además se acuñó «farthings jacobitas» de estaño en 1688 y todas circularon hasta que comenzarían a escasear, por lo cual la colonia de Massachusetts empezó a emitir en 1690 el primer papel moneda local.
Posteriormente, luego del Acta de Unión que creó el Reino de Gran Bretaña en 1707, se acuñaron piezas de cobre reales llamadas «monedas de la Rosa Americana» con el rostro del rey Jorge I para la América británica desde 1722 hasta 1724 y «monedas de Hibernia» con el rostro del mismo rey que aparecieron en las colonias americanas en 1730, luego de prohibirse en el Reino de Irlanda, y de esta manera todas circularon hasta 1734, cuando caducó la patente de acuñación y ya pasaban a ser escasas.
En 1762 comenzaron a circular las «monedas de voce populi» de cobre, nuevamente acuñadas para Irlanda hasta que aparecieron las primeras monedas reales y al excedente se lo envió a las colonias americanas, y en 1766 se acuñaron las fichas bancarias conmemorativas o «Pitt tokens», y tanto unas como otras circularon hasta más allá del año 1775, con el surgimiento de monedas locales y del dólar Continental en las Trece Colonias, al comenzar la guerra de Independencia de los Estados Unidos, pero al no cubrir las necesidades de numerario en el Estado de Nueva York se acuñaron fichas privadas de 1787 hasta 1790 llamadas «Machin's Mills tokens» y al ser imitaciones de monedas británicas y llevar el rostro del rey circularían también en las colonias británicas.
En 1810 se acuñaron las fichas comerciales para la Norteamérica británica o «North America tokens» —posteriormente a la creación del Reino Unido de Gran Bretaña e Irlanda en 1800— que circularon en las colonias remanentes de América del Norte, el Caribe y la colonia de Berbice en el norte de Sudamérica, hasta que surgió el dólar del ancla de la América británica en 1822. A partir de 1831 se acuñaron nuevamente pequeñas monedas exclusivas para la América británica pero por primera vez en plata esterlina hasta 1844, 1847-1848 y 1852, con estilo de la metrópoli, y circularon hasta 1869.
Nuevamente se acuñaron pequeñas monedas exclusivamente coloniales desde 1942 pero de plata baja durante la Segunda Guerra Mundial —ya transformado en el Reino Unido de Gran Bretaña e Irlanda del Norte desde 1922— hasta 1944 y circularon en las colonias americanas remanentes hasta que acuñaron sus propias monedas o tras la decimalización de la libra en la que la moneda de tres peniques perdió su estatus de curso legal tras el 31 de agosto de 1971.

## Historia

### La libra esterlina en las posesiones ultramarinas de América
En los inicios de la colonización de América, que comenzó con la efímera colonia de Roanoke de 1585 hasta ca.1590, y que formaba parte de las posesiones de ultramar del Reino de Inglaterra, la moneda utilizada era la libra esterlina pero como estaba prohibido la exportación de monedas de plata o de oro hacia las colonias debido a las ideas de mercantilismo y ya que solo las de cobre se podían enviar, dependían del intercambio con la metrópoli para captar el dinero necesario para el comercio interno e intercolonial.
Como la balanza comercial era negativa para las colonias norteamericanas, todas las monedas comenzaron a escasear e inclusive los reales españoles y portugueses, por lo cual en las de Nueva Inglaterra utilizaban el trueque y luego el tabaco o las pieles de castor como dinero mercancía pero desde 1637 comenzaron a copiar a la vecina colonia neerlandesa de los Nuevos Países Bajos que comerciaban con los pueblos aborígenes usando los wampum (desde 1622).

### Monedas de la bahía o del pino y primer papel moneda local
El chelín colonial angloamericano surgió por las nuevas leyes de las Actas de Navegación de 1651 que creó un monopolio comercial con la metrópoli y la consiguiente mayor escasez de fraccionario de cobre y dólares españoles que eran de plata, esto hizo que tomara la iniciativa el comerciante John Hull.
Hull comenzó a acuñar unas chapecas de los peniques y chelines de plata con fecha de 1652 que se hicieron durante la Mancomunidad de Inglaterra, Escocia e Irlanda con monogramas, inicialmente para la colonia de la bahía de Massachusetts —fundada en 1630, además administraba la provincia de Nuevo Hampshire desde 1641 hasta 1680 y el establecimiento de Bristol (Maine) desde 1658, y se anexaría a la de Plymouth en 1691— con ceca en Boston y fueron llamadas «monedas de la bahía» para ser extensible al comercio entre las diferentes colonias de Nueva Inglaterra. 

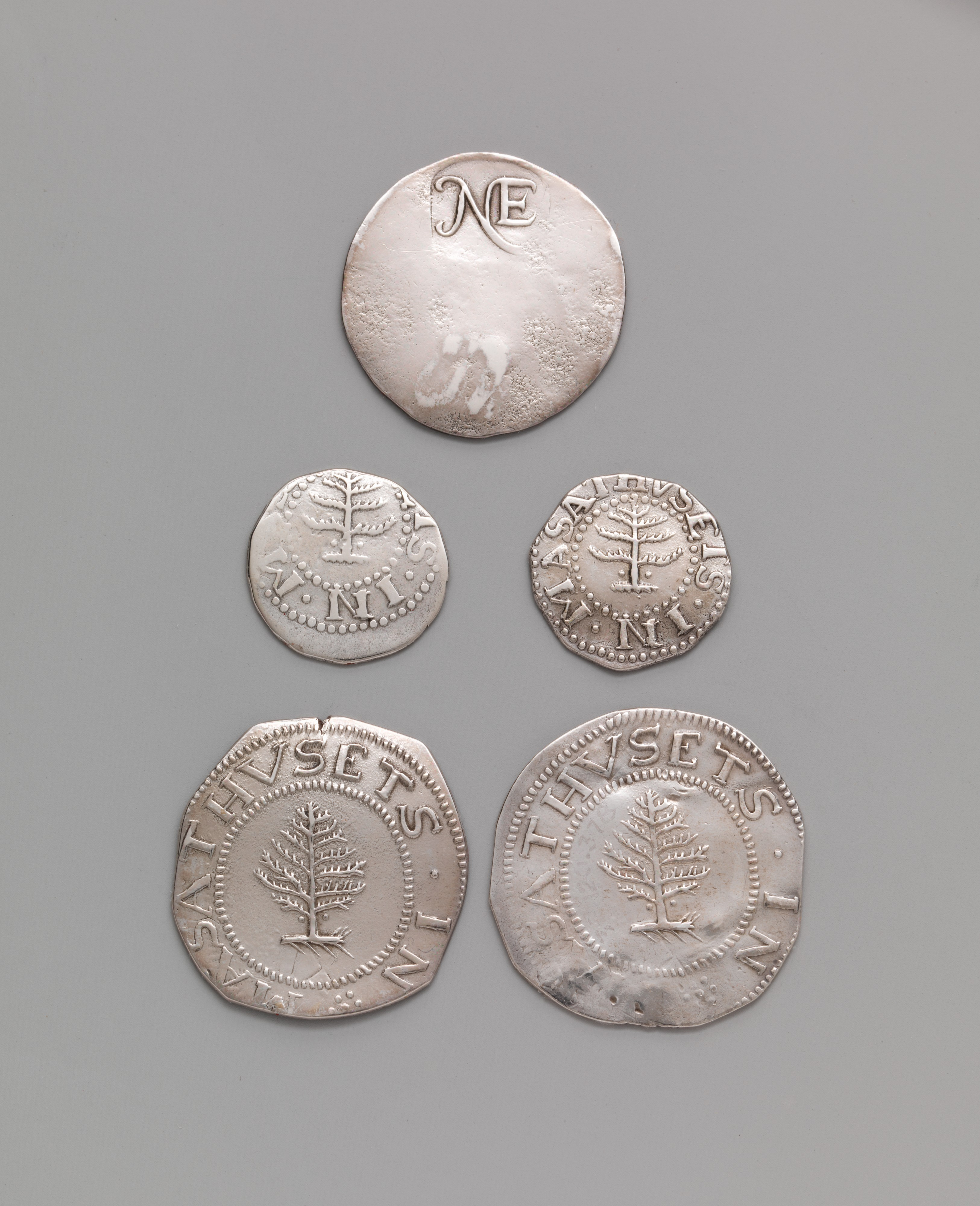
Diversos anversos de monedas coloniales «de la bahía» y «del pino», acuñadas desde 1652 hasta 1684.

Luego dicho chelín se expandió por todas las colonias inglesas de las costas atlánticas continentales e insulares desde la península terranovense de Avalon por el norte hasta la colonia de Virginia y desde 1663 de la escindida colonia de Carolina y la isla de Bermudas por el sur, luego pasó al mar Caribe y posteriormente circuló en todo el resto de la América inglesa.
Con aquel éxito inicial surgieron monedas más artísticas con el mismo año original, que incluían árboles como el sauce producidas desde 1652 hasta 1660 —fecha de la Restauración monárquica— que al asumir el rey Carlos II de Inglaterra, Escocia e Irlanda, declaró de alta traición a la Corona la acuñación colonial, pero como eran monedas de la etapa anterior no hubo consecuencias, entonces se siguió acuñando con el año de 1652 también con la figura de un roble desde 1660 hasta 1667 y con el pino desde este año hasta 1684.
En la excolonia neerlandesa de los Nuevos Países Bajos —que incluía a la parte meridional de Delaware desde 1631 y a la antigua colonia sueca de Nueva Suecia desde 1655, en donde había circulado el riksdaler sueco desde 1638— se usaba el rijksdaalder neerlandés hasta 1664, fecha de la anexión como colonia británica y comenzaron a circular las «monedas del pino» excepto en 1673, cuando aconteció la reconquista neerlandesa en donde volvieron los rijksdaalder hasta el año siguiente, y con dichos territorios el rey Carlos II cedió como colonia de la corona a su hermano Jacobo, duque de York, que cubría hasta las actuales Maine por el norte y Delaware por el sur, por lo que surgió así la incipiente colonia propietaria de Nueva York.
Dichas piezas fueron conocidas en conjunto por ser más popular aquellas últimas de 1667, como las «monedas del pino», y también circularon por toda la América inglesa hasta que comenzarían a escasear, por lo cual la colonia de Massachusetts comenzaría a emitir el primer papel moneda propio de la libra de Massachusetts en 1690.

### Monedas de Maryland y de Nueva Jersey
Además en la colonia de Maryland fundada en 1632 por el gobernador propietario Cecilius Calvert, II barón de Baltimore, circularon las escasas monedas de la libra esterlina y luego las «monedas del pino» hasta que acuñó sus propias monedas locales de la libra de Maryland con ceca en Londres que aunque figure el año 1659, circularían después de ser autorizadas desde 1661 hasta 1676 (resurgiría en papel moneda en 1733), para luego retomar la circulación de las «monedas del pino».

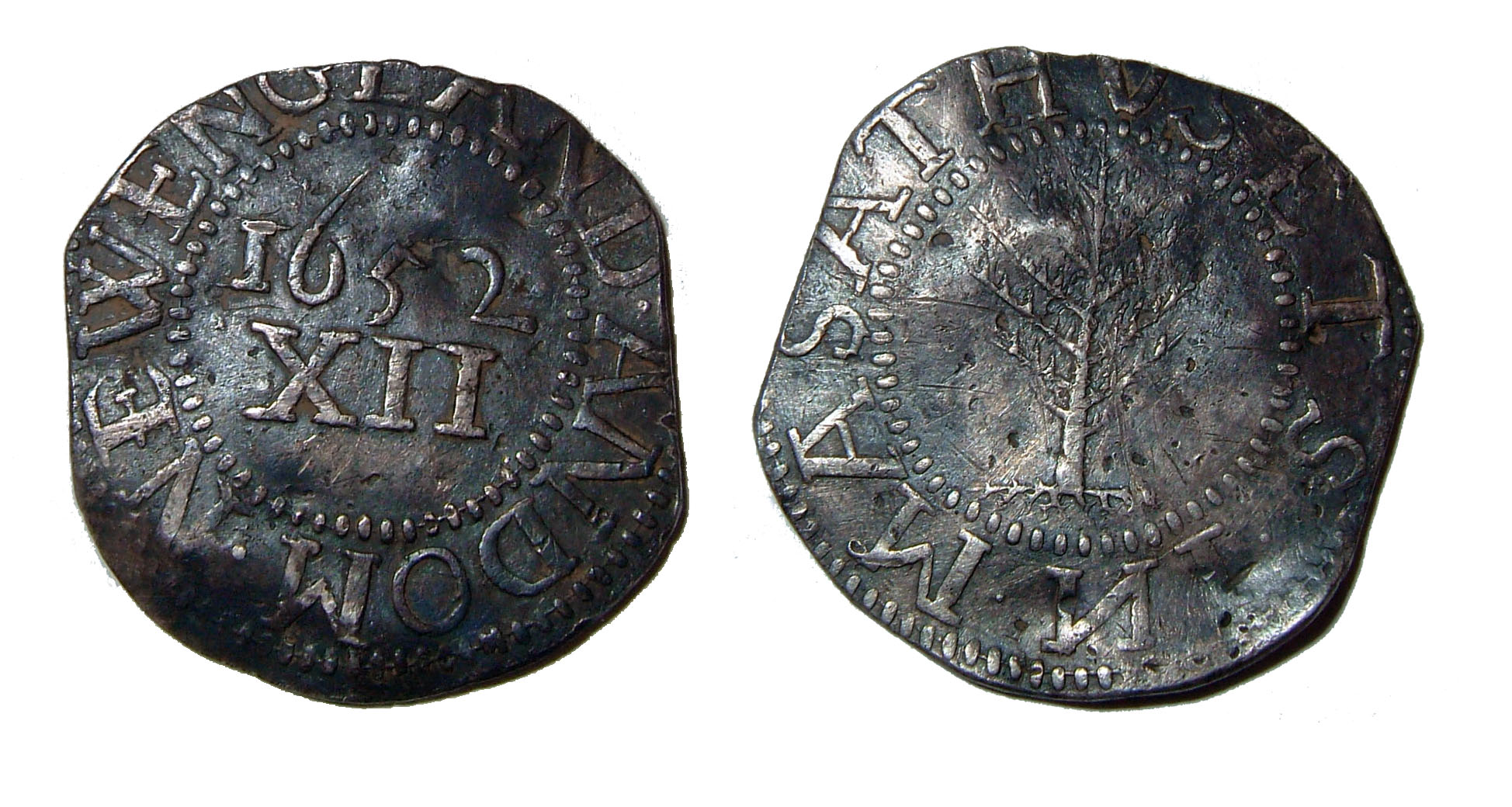
Anverso y reverso de chelín colonial de 1652 llamados en conjunto «monedas del pino», aunque en esta al tener la imagen de un pino, fue acuñada de 1667 a 1684.

El Duque de York, como gobernador propietario de su incipiente colonia de Nueva York, para saldar una deuda entregó un territorio entre los ríos Delaware y Hudson al nuevo gobernador propietario Sir George Carteret, I baronet y vicealmirante, y la otra sección a John Berkeley, I barón Berkeley de Stratton, que nombraron a un único gobernador de la incipiente provincia de Nueva Jersey, pero Lord Bekerey vendió su territorio a dos cuáqueros, lo que provocó la división provincial entre este y oeste.
En la provincia de Nueva Jersey Occidental un cuáquero inglés residente en Dublín llamado Mark Newby llevó una cantidad sustancial de monedas a la nueva colonia, que originalmente iban a ser para Irlanda pero no había sido posible, y fueron aprobadas para circular como el chelín de Nueva Jersey Occidental en 1682 y fueron conocidas como «monedas de San Patricio», por la imagen suya en el anverso, o «monedas de Newby».
La provincia de Jersey Oriental había caído bajo la dependencia de la provincia de Nueva York desde 1674 —al igual que el territorio de Delaware hasta 1682, que pasó a formar parte del incipiente gobernador propietario William Penn que fundó la nueva provincia de Pensilvania en 1681— al liberarse de los neerlandeses que la habían reconquistado un año atrás y dichas «monedas de San Patricio» fueron adoptadas por la provincia de Jersey Oriental al unirse con la de Jersey Occidental en 1702, surgiendo así la libra de Nueva Jersey (circularon a la par con otras y con el papel moneda desde 1709 hasta 1776).

### Farthings jacobitas y dinero fiduciario local
En 1686 se centralizó a modo de virreinato el llamado Dominio de Nueva Inglaterra bajo el gobernador Edmund Andros, pero duraría pocos años (hasta 1689) y en 1688 comenzó a circular los farthings jacobitas de estaño (1⁄4 penique) que habían sido acuñados en Londres, por lo que circularon en la reciente anexada Nueva Escocia con su isla de Cabo Bretón a la colonia de Massachusetts.
Las «monedas jacobitas» siguieron usándose a pesar de haber sido derrocado el rey Jacobo II de Inglaterra e Irlanda y VII de Escocia por la Revolución Gloriosa que colocó en el trono a su hija protestante María II de la dinastía Estuardo con su marido y primo Guillermo III de la Casa de Orange-Nassau, y dichas monedas valían 1⁄24 reales españoles (0,04 reales) —a razón de 4 chelines = 48 peniques = 8 reales (1 dólar español)— los cuales también eran aceptados, ya que los numerarios de cobre de la libra esterlina escaseaban demasiado, y especialmente las de plata por la prohibición de su exportación desde la metrópoli y debido al exceso de importación de productos por parte de las colonias.

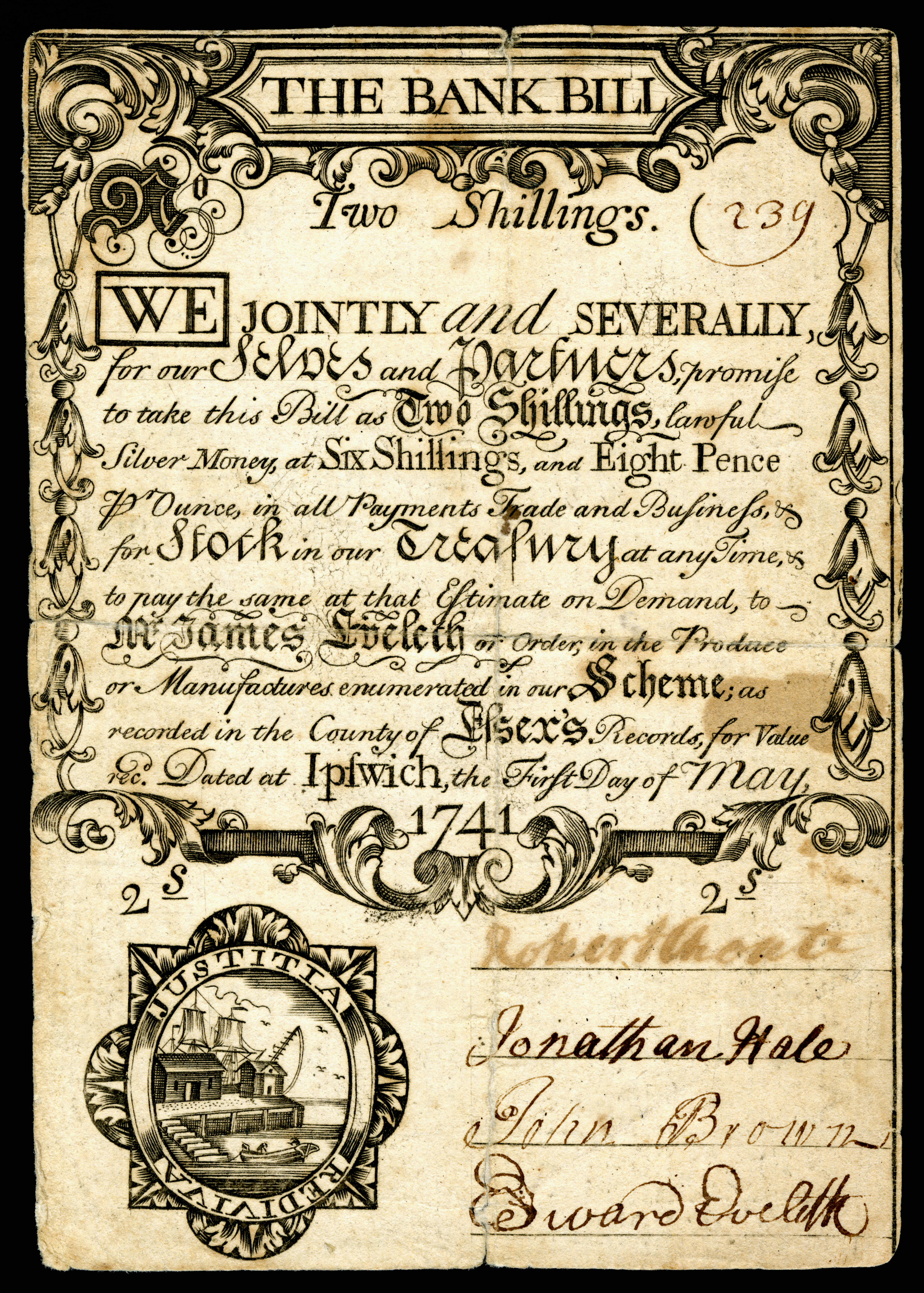
Anverso de papel moneda colonial local de 2 chelines de la provincia de la bahía de Massachusetts, del 1 de mayo de 1741.

Las diferentes colonias atlánticas siguieron el ejemplo de Massachusetts que desde 1690 había emitido su propio papel moneda, y que se había expandido con los territorios anexionados de Nueva Escocia y la isla de Cabo Bretón hasta 1697, por lo que también comenzaron a emitir los propios para paliar la escasez de libras esterlinas de plata y fraccionarios.
La segunda moneda fiduciaria en 1703 fue la libra de la provincia de Carolina que también circuló en Georgia y en las dependientes islas Bahamas —que en 1712 pasó a ser la libra de la provincia de Carolina del Sur con dicho archipiélago hasta 1718, año en que se convirtió en colonia de la corona, y con Georgia hasta 1732— le siguieron en 1709 la libra de la provincia de Connecticut, la libra de Nuevo Hampshire, la libra de Nueva Jersey y la libra de Nueva York que en 1722 avanzaría su frontera hasta el lago Ontario con la fundación del Fort Oswego (destruido por los franceses en 1756).
En 1710 surgió la libra de la colonia de Rhode Island y las Plantaciones de Providence y en 1712 le siguió la libra de la provincia de Carolina del Norte (recién separada de la provincia de Carolina del sur).

### Monedas de la rosa americana, de Hibernia y fiduciarias provinciales
En el año 1710, luego de ser usurpada por los británicos a los franceses, se creó la nueva provincia de Nueva Escocia que incluía a las isla del Cabo Bretón y la isla del Príncipe Eduardo, pero a esta última la tuvo que devolver en 1713 por el Tratado de Utrecht, a cambio de las costas sur y norte de la isla de Terranova. Años después, el herrero William Wood fue autorizado por la carencia de numerario para la producción de unas piezas de cobre, llamadas «monedas de la rosa americana», desde 1722 hasta 1724 para la América británica y otras para el reino de Irlanda, pero en este último los peniques de cobre fueron rechazados y prohibidos en 1730, por lo cual también fueron llevados hacia el Nuevo Mundo, para ser conocidas como las «monedas de Hibernia», y todas circularon hasta 1734, cuando caducó la patente de acuñación y nuevamente los fraccionarios volverían a escasear.

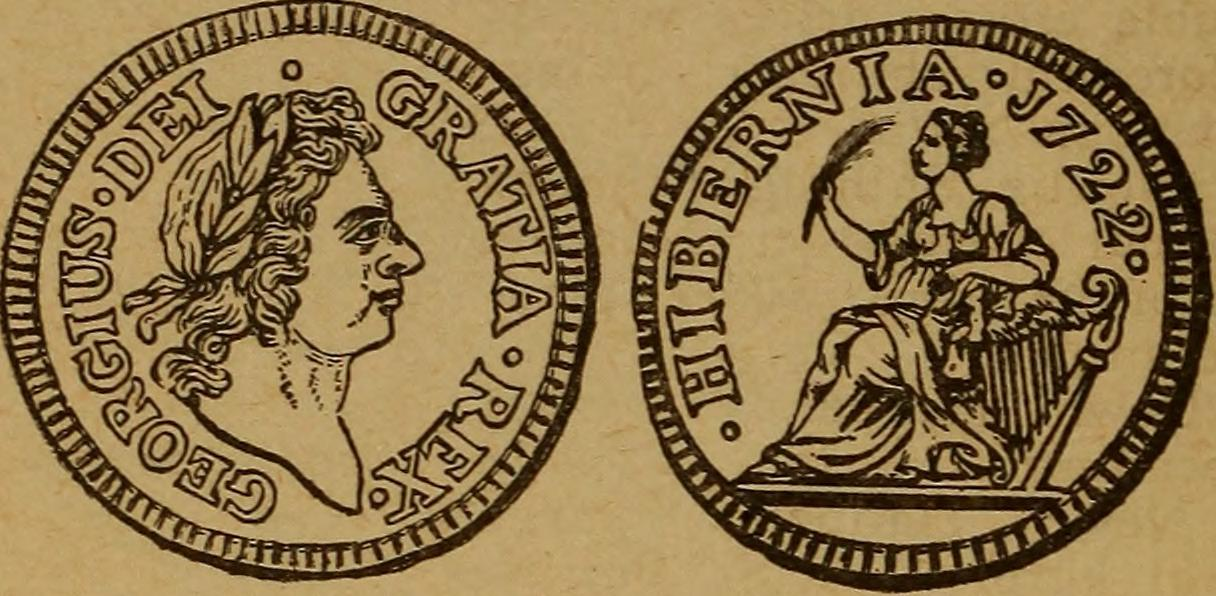
Anverso y reverso de imagen de la «moneda de Hibernia» de 1⁄2 penique de cobre de la América británica.

Por entonces en la colonia de Connecticut —que había colonizado el oriente de Long Island desde 1636 hasta 1664 y que incluía las excolonias de Saybrook desde 1644 y de New Heaven desde 1662, las porciones exmassachusettenses de Stonington desde 1665 y de la franja norte desde 1693— gracias a las minas de cobre de Granby de propiedad de Samuel Higley, y para completar su libra colonial de papel moneda desde 1709, se acuñó unas fichas privadas o tokens locales de ese mineral con año impreso de 1737 y con el valor de 3 peniques o sin él para que pueda fluctuar, y en conjunto se las conoce como «cobres de Granby» (Granby coppers, en inglés) o «fichas de Higley» (Higley tokens, en inglés).
Por otro lado, nuevas colonias atlánticas comenzaron a emitir sus primeros papel moneda, en 1723 fueron la libra de la colonia de Delaware y la libra de la provincia de Pensilvania —fue el único que mantuvo su valor frente al oro, hasta que estalló la revolución en 1775, e incluía a la colonia de Delaware que se separó en 1776— y le siguió en 1733 la libra de Maryland, en 1735 la incipiente provincia de Georgia con su propia libra —que había sido fundada en 1732 y la última en independizarse en 1777— y la mayoría al estar depreciadas con el tiempo, los comerciantes ingleses se vieron obligados a aceptarlas igual, para que los colonos saldaran sus deudas, por lo que conllevó a la promulgación de la ley de moneda de 1751. La colonia de Virginia con la nueva norma emitió su primer papel moneda de la libra colonial propia recién en 1755.

### Monedas de voce populi y fichas monetiformes de Pitt
Posteriormente a la falta de monedas fraccionarias también en el reino de Irlanda se acuñaron con fecha de 1760, desde este año hasta 1762, las «monedas de  voce populi» ya que había carencia de numerario real por el reciente fallecimiento del rey Jorge II de Gran Bretaña y hasta 1762 no llegaron con el busto del nuevo rey Jorge III, por lo que en este año fueron retiradas y llevadas a la América británica para su circulación hasta más allá del año 1775.
En 1766 también se acuñaron las fichas conmemorativas del conde William Pitt, que como miembro de la Cámara de los Comunes del Reino Unido fue aclamado como el defensor de las colonias, tras la derogación de la ley del Sello ese mismo año. Por ello se llamaron «Pitt tokens» y también circularon hasta más allá de 1775.

### Dólar Continental, monedas de Virginia y de Vermont, fichas de Kentucky y de Castorland
En 1775 fue el acuñamiento de las primeras monedas de la libra colonial de Virginia, surgida en papel moneda desde 1755 —y que había fundado una avanzada interior con Fort Henry, Fort Wood o Peter's Point en 1645 y otra con las granjas de Draper's Meadow en 1745, pero terminó en una masacre en 1755 a manos aborígenes y repoblado en 1773, a Fort Vause en 1753 y a Blockhouse Bottom o Fort Harmon o bien la actual East Point en 1757— y había pasado a controlar el territorio de Kentucky con la guerra de Lord Dunmore, gobernador de la colonia, en donde había fundado a Harrod's Town en 1774 y a Logan's Fort en 1775, y de esta manera la colonia recién se unió a la causa independentista en 1776. En las restantes de las Trece Colonias surgió el dólar Continental, al comenzar la guerra de Independencia de los Estados Unidos, aunque también se utilizaban los dólares españoles.
A raíz de la disputa territorial entre los Estados de Nuevo Hampshire y de Nueva York, provocó que dicho territorio se separase de la Unión y proclamara la República de Vermont en 1785, por lo cual acuñó moneda propia de cobre en el mismo año hasta 1788 y circularon hasta que se volvió a unir a los Estado Unidos de América en 1791.
En 1792 fue admitido como el nuevo Estado de Kentucky, por lo que se acuñaron en Londres los centavos de cobre de las «fichas de la pirámide estrellada» o «Kentucky tokens» que circularon hasta 1796, año que en el norte del Estado de Nueva York crearon un territorio para aristócratas refugiados de la Revolución francesa y acuñaron unas monedas de plata de medio dólar de Castorland —en los actuales condados de Lewis y de Jefferson— y circularon hasta 1802.

### Fichas monetiformes de Machin y del barco
Al no cubrir las necesidades de numerario, en el Estado de Nueva York el ingeniero y empresario Thomas Machin con unos socios comenzaron a acuñar fichas privadas de cobre desde 1787 llamadas «Machin's Mills coppers» que se extendieron rápidamente por los Estados Unidos de América provocando el pánico del cobre de 1789, y al ser imitaciones de monedas británicas con muy buena calidad de cobre y llevar el rostro del rey, circularían también en las colonias británicas leales hasta 1790.
En 1810 se acuñaron las fichas comerciales para la Norteamérica británica o «North America token» o «fichas del barco» (con año impreso de 1781 para evadir impuestos canadienses) que circularon en las colonias remanentes de América del Norte, el Caribe y la colonia de Berbice en el norte de Sudamérica, hasta que surgió el dólar del ancla de la América británica en 1822.

### Patrón oro, ley de Gresham y fichas monetiformes de herrero

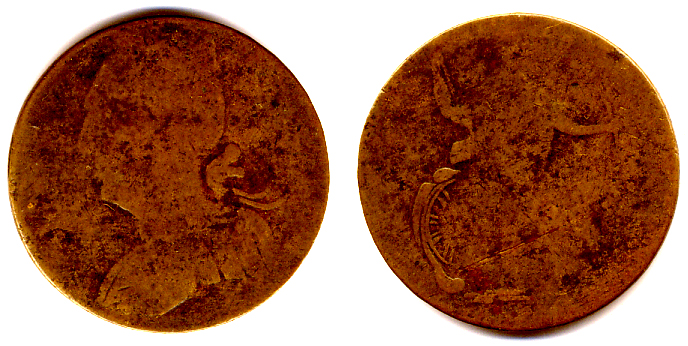
Ficha monetiforme de herrero (blacksmith token, en inglés) de medio penique que en el anverso muestra el busto desgastado del rey Jorge III o Jorge IV y en el reverso a Britannia sentada muy desgastada.

El Reino Unido de Gran Bretaña e Irlanda había adoptado el patrón oro en 1821 y al año siguiente creó el dólar del ancla de la América británica que aunque no se volvió a acuñar, circuló hasta después de las guerras de independencia hispanoamericanas, por lo que la fuente del dólar español y el «del ancla» comenzaron a agotarse. La última acuñación fue en la Casa de la Moneda de Potosí del Alto Perú en 1825, y en dicho año, el Imperio británico aprovechó para introducir la libra esterlina en todas las colonias, por lo que se aprobó una orden imperial en consejo para que fuera de curso legal con la tasa de cambio de un dólar español por cuatro chelines con cuatro peniques, pero esto no fue factible y se la despreció, como predijo la famosa ley de Gresham, y provocaría las expulsión de las pocas monedas esterlinas circulantes.
Consecuentemente algunas colonias empezaron a emitir papel moneda local y por una carencia profunda de fraccionarios, comenzaron a surgir desde 1825 hasta 1830 una fichas monetiformes o tokens de medio penique que eran privadas y anónimas, ya acuñadas de manera desgastada para que parecieran monedas antiguas, por lo que en el anverso presentan bustos de reyes británicos y en el reverso a Britannia o a Hibernia que pueden estar sentadas o paradas, y también solo presente el arpa irlandesa. No eran imitaciones ni falsificaciones y circularon en Alto y Bajo Canadá, Nueva Brunswick y Nueva Escocia pero se sospecha que inclusive se hayan utilizado en el norte del estado de Nueva York y en el norte de Nueva Inglaterra (ambos ya independizados del Reino Unido) y por las vías comerciales hayan pasado a las costas del Pacífico, al Caribe y a lo que sería después la Guayana británica (se han encontrado en varios tesoros arqueológicos, principalmente en el valle del río San Juan).

### Peniques de plata esterlina

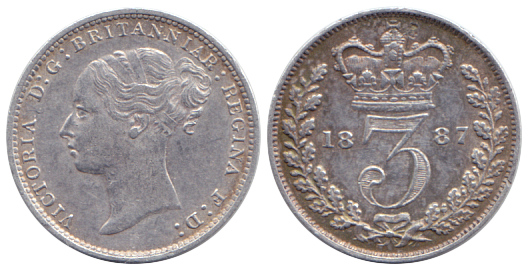
Moneda de tres peniques «de busto joven» de la reina Victoria igual a la de la América británica pero deberían tener los años 1838 a 1844, 1847, 1848 y 1852.

En 1831 se acuñaron las primeras monedas de tres peniques de plata esterlina para todas las colonias de la América británica con un estilo de la metrópoli pero para uso exclusivo colonial, el mismo año que las colonias de Berbice y de Esequibo-Demerara se unieron para formar la Guayana británica y conjuntamente comenzaron a usar dicha moneda hasta que en 1832 acuñaron su propio florín guayanés dividido en 20 stuivers.
Hubo que introducir una legislación correctiva en 1838 para introducir la tasa más realista de un dólar español equivalente a 4 chelines con 2 peniques, sin embargo, en la Colonia de Jamaica y dependencias, en las islas Bermudas, en Honduras Británica y luego en las islas Bahamas, no se tuvo en cuenta la tasa oficial y al chelín británico se lo trataba como si fuera un cuarto de dólar español, un sistema exitoso llamado «Maccaroni» e introducido por el Banco de Nueva Escocia, por lo que en estos cuatro territorios, 1 chelín «Maccaroni» equivalía a 2 reales españoles.
Los peniques coloniales de plata esterlina se acuñaron hasta 1844, 1847-1848 y 1852, si bien en el Reino Unido se comenzó a producir dichas monedas a partir de 1845 para uso propio, excepto esos tres años citados, en las colonias americanas con aquellos años circularon hasta 1869. Posteriormente se separó el Estado Libre Irlandés (que fue Dominio británico hasta 1937) y se convirtió en el Reino Unido de Gran Bretaña e Irlanda del Norte en diciembre de 1922.
Otra vez se volvieron a acuñar monedas del chelín colonial, pero esta vez de plata baja durante la Segunda Guerra Mundial, para uso exclusivo en las colonias británicas de América desde 1942 hasta 1944 y circularon hasta 1954 en las islas del Caribe oriental y en Guayana británica, cuando empezaron a acuñarse las monedas del dólar de las Indias Occidentales Británicas, hasta 1958 en la isla de Bermudas y hasta 1965 en las islas Bahamas, cuando en cada uno de los archipiélagos comenzaron a usar la libra bermudeña y el dólar bahameño, respectivamente.

## Monedas
Surgidas inicialmente por la acuñación de chapecas de los peniques y chelines de plata en 1652 que se hicieron con monogramas para la colonia de la bahía de Massachusetts con ceca en Boston, para ser extensible al comercio intercolonial de Nueva Inglaterra y posteriormente circuló en toda la América británica. La paridad era a razón de 4 chelines = 48 peniques = 8 reales (1 dólar español), los cuales también eran aceptados, ya que los numerarios de la libra esterlina escaseaban demasiado, y especialmente las de plata debido al exceso de importación de productos. En la lista subsiguiente se detallan cada una:
- 1⁄4 penique o farthing de estaño de 1688 con ceca en Londres de 30 mm de diámetro con solo el valor impreso de 1⁄24 reales españoles (0,04 reales), en el anverso con hombre laureado montado a caballo y orlado con leyenda: IACOBVS*II*D G*MAG BRI*FRAN*HIB*REX (Jacobo II, rey de Gran Bretaña, Francia e Irlanda por la gracia de Dios), en el reverso con los escudos de los reinos de Inglaterra, de Escocia, de Francia y de Irlanda, cada uno coronado y unido al de al lado por cadenas y orlado con la leyenda: VAL*24 PART* REAL HISPAN* (Vale 24 partes del real español), y conocidas como las «monedas de las plantaciones americanas» o «farthings jacobinos».[35]
- De cobre con años de 1723 y de 1724 con ceca de Dublín de 20 mm de diámetro (sin figurar el valor, solo reconocible por el tamaño), en el anverso con rostro masculino y cabello largo, rizado y laureado con dos variedades de leyenda: GEORGIUS :D:G: REX. o bien GEORGIUS DEI GRATIA REX (Jorge, rey por la gracia de Dios), en el reverso hay una mujer caracterizada sentada de frente con cabeza girada a la izquierda por tocar el arpa, con leyenda: *HIBERNIA*(fecha)*, conocida como la «moneda de Hibernia».[36]
- De cobre con fecha de 1760 (pero llegaron a la América británica en 1762), en el anverso con busto de hombre laureado y orlado con leyenda: VOCE POPULI y en el reverso con una mujer caracterizada sentada con un arpa a la derecha y orlada con la leyenda: HIBERNIA, y conocidas como las «monedas de voce populi»; hubo reacuñaciones con misma fecha pero en 1761 y en 1762.[15]
- De cobre con año 1766, en el anverso con un busto de hombre con peluca de época y orlado con la leyenda: :THE * RESTORER * OF * COMMERCE * 1766 : NO STAMPS (El restaurador del comercio * 1766 * sin sellos), y en el reverso con un barco de tres astas con tres velas y cinco banderas inglesas, con dirección a la palabra en oblicuo: AMERICA, y orlado con la leyenda: THANKS TO THE FRIENDS OF LIBERTY AND TRADE (Gracias a los amigos de la libertad y el comercio), estas fichas conmemorativas o tokens eran conocidas como las «monedas de Pitt».[37]
- 1⁄2 penique de cobre con años de 1722 a 1723 con ceca de Dublín de 22 mm de diámetro (sin figurar el valor, solo reconocible por el tamaño), el anverso semejante al anterior de la misma época con mismas leyendas: y el reverso con una gran rosa Tudor con o sin corona, orlada con leyenda con variedades en la letra U (como V): * ROSA AMERICANA * UTILE DULCI * (fecha), y conocidas como las «monedas de la Rosa americana». Con años de 1723 y de 1724 con mismo tamaño y sin el valor, en el anverso semejante a los anteriores de la misma época y el reverso semejante a la «moneda de Hibernia» con variedades.[36]
- De cobre con fecha 1760, semejante a la de 1⁄4 penique del mismo año y conocidas como las «monedas de voce populi»; hubo reacuñaciones con misma fecha pero en 1761 y en 1762.[15]
- De cobre con fecha de 1766, con anverso y reverso semejante al anterior de 1⁄4 penique del mismo año y conocidas como las «monedas de Pitt».[37]
- De cobre por Thomas Machin, que se acuñaron con ceca en Nueva York desde 1787 hasta 1791, eran unas imitaciones de moneda británica conteniendo en el anverso el rostro de los reyes Jorge II y Jorge III y la leyenda en latín: GEORGIVS II REX, GEORGIVS III REX y  GEORGIUS III REX, y en el reverso con mujer caracterizada sentada con escudo británico con la leyenda: BRITANIA y en el exergo con diversas fechas falsas (1747, 1771-1772, 1774-1778 y 1784-1788).[22]
- De cobre con año 1781 (la verdadera fecha más temprana era 1810) con ceca de Dublín, en el anverso con un gran barco de dos astas y velas en el mar con la leyenda: COMMERCE (Comercio) y en el reverso con una mujer caracterizada, sentada de costado y mirando a la izquierda, que sostiene un arpa con la mano derecha, y orlada con la leyenda: NORTH AMERICA TOKEN (ficha comercial de América del Norte) y se reacuñaron con mismo año hasta 1825.[15]
- 1 penique de cobre de 1722 con ceca de Dublín de 26 mm de diámetro (sin figurar el valor, reconocible por el tamaño), en el anverso semejante a los anteriores de la misma época y el reverso semejante a la «moneda de rosa americana» sin corona con variedades.[36]
- 2 peniques de plata con año 1662, de 16 mm de diámetro y con ceca de Boston, en el anverso con un roble rodeado de un círculo punteado con la leyenda: IN MASATHVSETS (en Massachusetts) y en el reverso encolumnado con fecha y el valor en número romano: 1662 II, dentro de círculo punteado y con la leyenda: NEW ENGLAND:AN:DOM (Nueva Inglaterra, en el año «1662»).[1]
- De cobre con años de 1722 a 1724 con ceca de Dublín de 30 mm de diámetro (sin figurar el valor, solo reconocible por el tamaño), en el anverso semejante a los anteriores de la misma época y el reverso semejante a la «moneda de rosa americana» coronada, con muchas variedades.[36]
- 3 peniques de plata de 1652 (sin fecha estampada) de 18 mm de diámetro con ceca de Boston y en el anverso con monograma: NE (New England o Nueva Inglaterra, en español) y en el reverso con el valor de peniques en número romano: III, con varias reacuñaciones.[1]
- De plata con año 1652 con ceca de Boston, en el anverso con un sauce rodeado de un círculo punteado con la leyenda: IN MASATHVSETS y en el reverso encolumnado con fecha y el valor en número romano: 1652 III, dentro de círculo punteado y con la leyenda: NEW ENGLAND:AN:DOM (Nueva Inglaterra, en el año «1652»), con mismo año hubo reacuñaciones hasta 1660 pero actualmente hay solo tres ejemplares conocidos.[1]
- De plata con año 1652 (la verdadera fecha más temprana era 1660) con ceca de Boston, el anverso —con un roble— y el reverso —con número romano III— semejantes al de 2 peniques; se reacuñaron con misma fecha hasta 1667.[1]
- De plata con año 1652 (la verdadera fecha más temprana era 1667) de 15 mm de diámetro con ceca de Boston, el anverso —con un pino— y el reverso —con número romano III— semejantes a las anteriores, y se reacuñó con misma fecha hasta 1684; todas las piezas con figuras de árboles fueron conocidas como las «monedas del pino».[1]
- De plata .925 con fecha de 1831 a 1837, en el anverso con rostro de hombre de perfil con frente amplia y cabello corto, mirando hacia la derecha y con leyenda en latín: GULIELMUS IIII D:G:BRITANNIAR:REX F:D: (Guillermo IV, rey británico por la gracia de Dios, defensor de la fe), en el reverso con un gran número 3 coronado que parte en dos el año y todo rodeado por dos laureles enlazados en el exergo.
- De plata .925 con años 1838 a 1844, 1847-1848 y 1852, en el anverso con el perfil de rostro joven de mujer con el cabello recogido y con leyenda en latín: VICTORIA D:G:BRITANNIAR:REGINA F:D: (Victoria, reina británica por la gracia de Dios, defensora de la fe) y en el reverso semejante al anterior.[38]
- De plata .500 con fechas de 1942 a 1944,[30] en el anverso con rostro de perfil de hombre joven hacia la izquierda con cabello corto y con leyenda en latín: GEORGIVS VI D:G:BR:OMN:REX (Jorge VI, rey de toda Gran Bretaña por la gracia de Dios), en el reverso con un escusón central portando la cruz de San Jorge sobre una rosa Tudor, dividiendo fecha, y orlada con leyenda: FID:DEF:IND:IMP (año) K·G THREE·PENCE (Fidei Defensor Indiae Imperator: Defensor de la fe, emperador de la India; K·G: Kruger Gray, grabador).[38]
- 6 peniques de plata de 1652 (sin fecha impresa) de 21 mm de diámetro con ceca de Boston, en el anverso con monogramas semejante al de 3 peniques y en el reverso con el valor de peniques en el reverso en número romano: VI, con varias reacuñaciones.[1]
- De plata con año 1652 de 22 mm de diámetro con ceca de Boston, el anverso —con un sauce— y el reverso —con número romano VI— semejantes al de 3 peniques, con mismo año hubo reacuñaciones hasta 1660.[1]
- De plata con año 1652 (la verdadera fecha más temprana era 1660) con ceca de Boston, el anverso —con un roble— y el reverso —con número romano VI— semejantes al de 2 peniques, y se reacuñaron con misma fecha hasta 1667.[1]
- De plata con año 1652 (la verdadera fecha más temprana era 1667) con ceca de Boston, el anverso —con un pino— y el reverso —con número romano VI— semejantes a la de 3 peniques, y se reacuñó con misma fecha hasta 1684; todas las piezas de figuras de árboles fueron conocidas como las «monedas del pino».[1]
- 12 peniques (1 chelín) de plata de 1652 (sin fecha estampada) de 29 mm de diámetro con ceca de Boston, en el anverso con monograma semejante al anterior y en el reverso con el valor de peniques en número romano: XII, con varias reacuñaciones posteriores.[1]
- De plata con año 1652 de 25 mm de diámetro con ceca de Boston, el anverso —con un sauce— y el reverso —con número romano XII— semejantes al de 3 peniques, con mismo año hubo reacuñaciones hasta 1660.[1]
- De plata con año 1652 (la verdadera fecha más temprana era 1660) con ceca de Boston, el anverso —con un roble— y el reverso —con número romano XII— semejantes al de 2 peniques, y se reacuñaron con misma fecha hasta 1667.[1]
- De plata con año 1652 (la verdadera fecha más temprana era 1667) de 28 mm de diámetro con ceca de Boston, el anverso —con un pino— y el reverso —con número romano XII— semejantes a la de 3 peniques, y se reacuñó con misma fecha hasta 1684; todas las piezas de figuras de árboles fueron conocidas como las «monedas del pino».[2]